# Universidade de Leeds

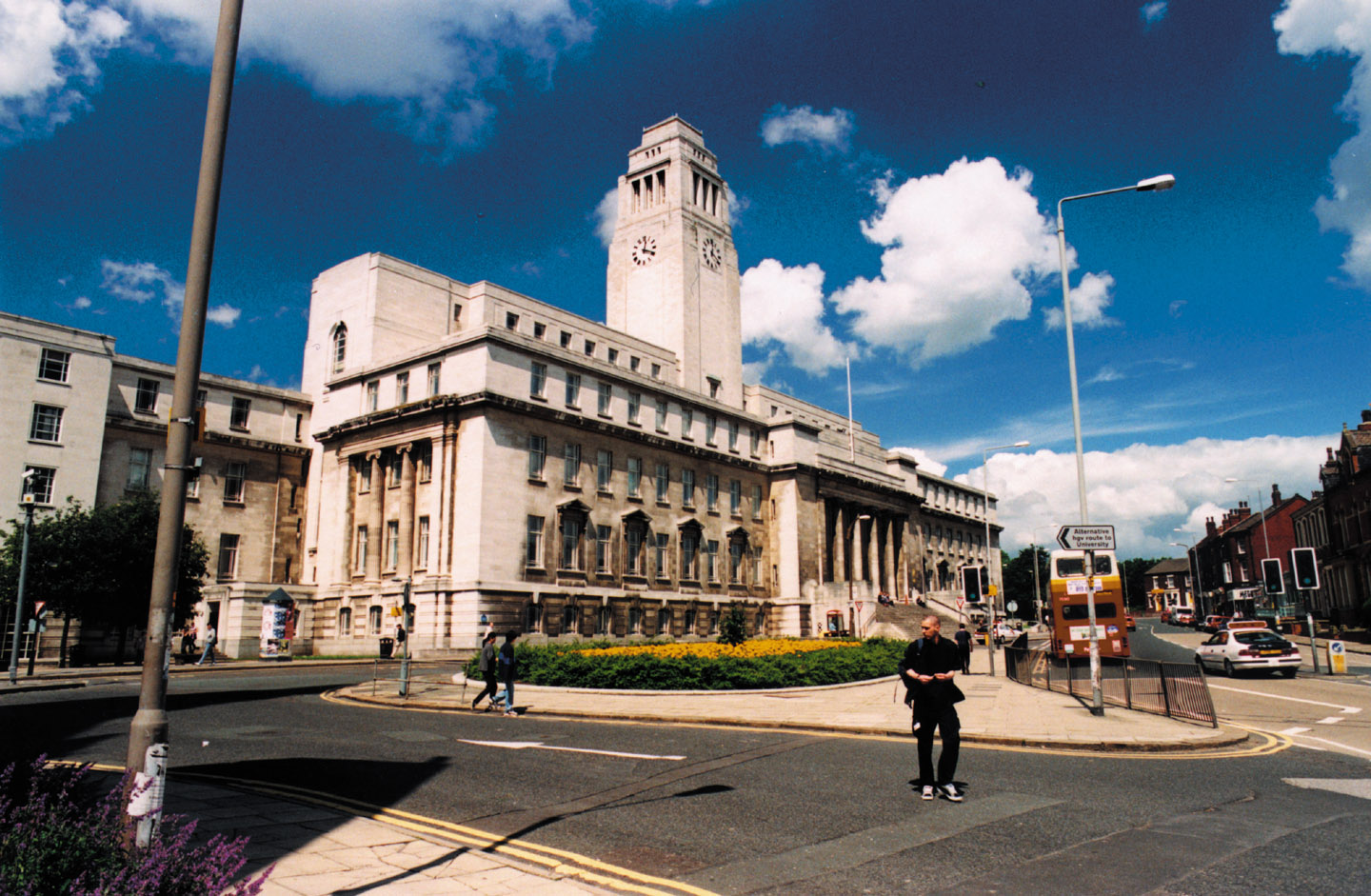
Parkinson Building

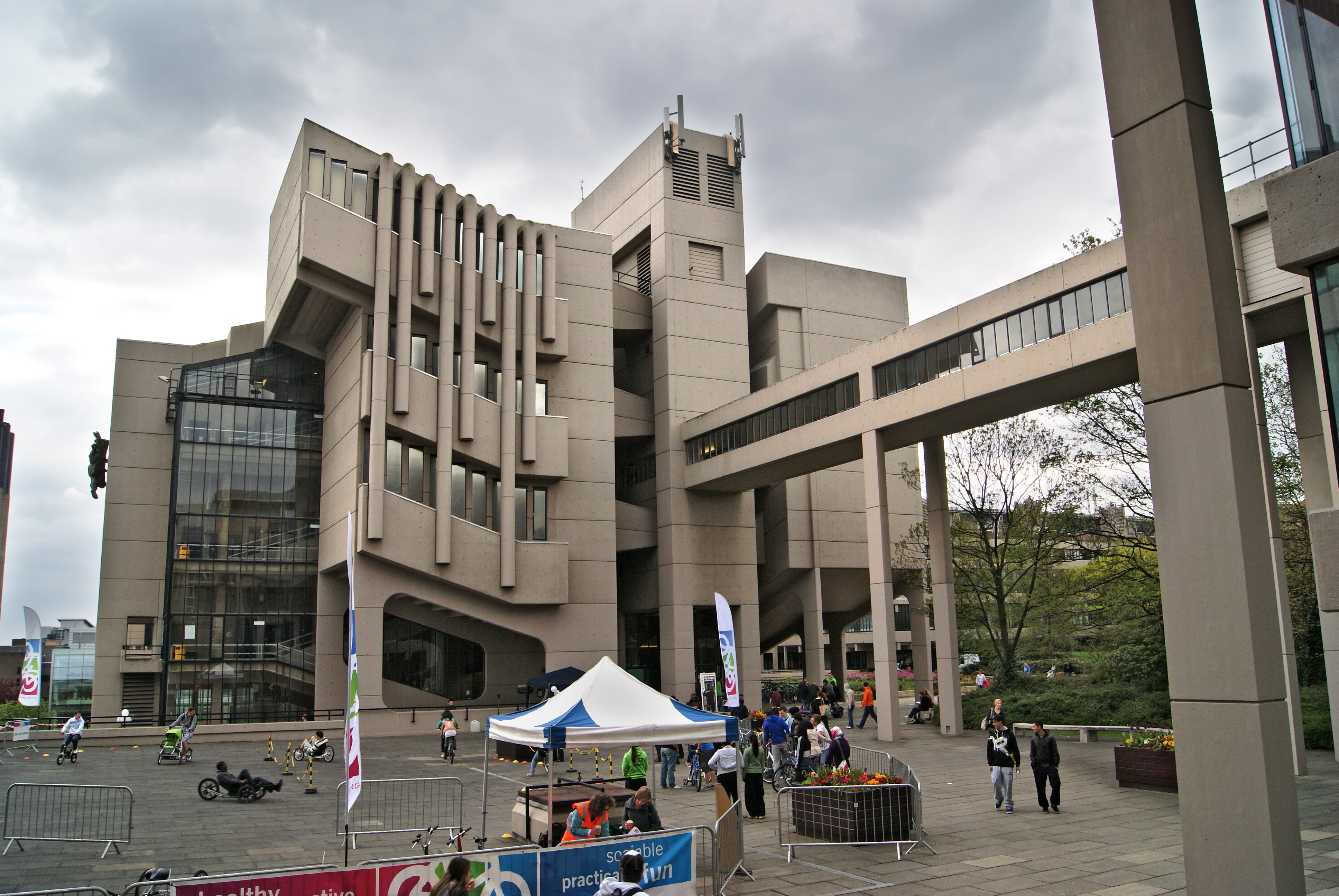
Roger Stevens Building

A Universidade de Leeds (não confundir com Universidade Metropolitana de Leeds) é uma das maiores do Reino Unido, com mais de 32.000 estudantes. É membro do Grupo Russell. Foi fundada em 1904, e é uma das seis universidades cívicas originais.
A história da Universidade está ligada com o desenvolvimento de Leeds como um centro internacional de indústria têxtil na era Vitoriana. Suas raízes remontam o século XIX, e antes dessa expansão na educação superior, somente quatro universidades - Oxford, Cambridge, London e Durham - existiam na Inglaterra.
O campus principal está a 1,6 km ao norte do centro de Leeds.